# Пол Робинет
Пол Робинет је измишљени лик ТВ драме Ред и закон ког је тумачио Ричард Брукс. Он се појављивао од пробне епизоде 1990. године до последње епизоде треће сезоне "Добродушност" 1993. године. Он је први од седморо помоћника окружног тужиоца у серији Ред и закон и једини мушкарац. Појавио се у 69 епизода.

## О лику
За Робинета је речено да је одрастао у Харлему и студирао на правном факултету. Имао је прилику да ради у Вол стритт, али је одбио у корист Окружног тужилаштва на Менхетну где је осећао да може нешто да промени. Њему је надређени Бен Стоун (Мајкл Моријарти). Као тинејџеру му је ментор био заменик начелника полиције Вилијам Џеферсон (Рон Фостер) који га је подстрекао да постане правник. У пробној епизоди "Свима омиљени политичар" су, међутим, он и Стоун открили да је Џеферсон подмићен и да је део завере да се убије један народни посланик.
Робинет заступа родну равноправност и да сви буду подједнаки, па и да буду исто кажњени. Иако се гнуша родизма, он нема саосећања према црнцима који крше закон. Он наваљује да се опходе према њему као и према белцима без додавања предности афирмативних поступака полиције. Међутим, бројни афро-американци су непријатељски настројени према његовом положају у правосудном саставу што је створило дуготрајни унутрашњи сукоб њему.
Као исход тога, Робинетов поглед на род мењао се током серије. У епизоди "Ван полусветлости" у првој сезони Стоун је питао Робинета да ли азмишља о себи као о "црнцу равнику или правнику црнцу". Робинет је у почетку размишљао да је оно прво, али кад је напустио тужилаштво и постао заступник, он је на род почео више да гледа као на саставни део разлога да се бави правом.

## Одлазак из серије
Робинет је напустио тужилаштво на крају треће сезоне и на крају постао заступник који заступа своје странке као жртве уставног родизма. Њега је заменила Клер Кинкејд (Џил Хенеси).
У почетку његов нестанак из серије није био објашњен ни поменут ни на крају треће ни на почетку четврте сезоне. Односи с' јавношћу НБЦ-а су у време одласка лика помињали да је Робинет прешао на Парк булевар у заступничко предузеће. На ДВД-у 4. сезоне постоји избрисани призор у ком поручница Анита ван Бјурен (Ш. Епата Меркерсон) тражи Робинета. Стоун јој је одговорио: "Овај, мораћете таксијем до града. Парк булевар. Вудвард, Мартин и Шварц".

## Гостујућа појављивања
Робинет се појавио у серији три пута, 1996. године, 2005. и 2006. године као противник на суду Стоуновом наследнику Џеку Мекоју (Сем Вотерстон). У епизоди "Старатељство" из 1996. године, он је бранио црнкињу која је покушала да отме свог сина од усвојитеља белаца. У епизоди "Право по рођењу" из 2005. године, бранио је болничарку оптужену за стерилизацију промискуитетних пубертетлија за које је осећајно сматрала да не би били подобни родитељи. У епизоди "Страшна Америка" из 2006. године, бранио је муслимана оптуженог за убиство да би прикрио терористичке радње. У тој епизоди је Робинет оптужио Мекоја и тужилаштво да учествује у огромној завери којом би сваки муслиман био приказан као терориста.
Године 2017. је Робинет отпутовао у Чикаго како би бранио службеника чикашког СУП-а Кевина Атватера (Ларојс Хокинс) на захтев наредника Хенка Војта (Џејсон Бег) приликом чега је био противник сину Бена Стоуна и помоћнику државног тужиоца Питеру Стоуну (Филип Винчестер).